# 薄熙来事件
薄熙来事件（はくきらいじけん、ボーシーライじけん）とは、中華人民共和国重慶市共産党委員会書記の薄熙来に絡む事件。
中国共産党中央政治局委員であり重慶市共産党委員会書記の薄熙来は、重慶市のトップとして外資導入による経済発展、マフィア撲滅運動、格差が少なかった過去を懐かしむ革命歌の唱和運動などで注目されていた。そのため、2012年秋に開催される中国共産党第18回全国代表大会において中国最高指導部である中国共産党中央政治局常務委員会入りについて注目されるキーパーソンと目されていた。
しかし、2012年2月に発生した側近のアメリカ領事館亡命未遂事件を端に発し、妻による英国人実業家殺害、一家の不正蓄財、マフィア撲滅運動における拷問問題、女性との不適切な交際などの数々のスキャンダルが報じられたことにより、薄は政治生命を絶たれた。
なお、英語圏のメディアでは亡命した側近の名から「王立軍事件 (Wang Lijun incident) として知られる。外国版記事はen:Wang Lijun incidentを参照のこと。

## 事件

### イギリス人実業家殺害事件
2011年11月、薄一家が懇意にしていたイギリス人実業家のニール・ヘイウッド（当時41歳）が重慶市のホテルの一室で死体となって発見された。この事件について重慶市当局は当初、急性アルコール中毒による事故死として処理しており、遺体は司法解剖もされないまま火葬されていた。しかし、ヘイウッドは禁酒家だったため、殺人の疑惑が急浮上した。イギリス政府は中国に事件の全容解明を要請した。そのため、重慶市公安局はヘイウッドの死亡原因の再捜査にあたることになった。
その後の再調査で、2011年11月15日に薄の妻である谷開来が簿の生活秘書である張暁軍と共謀し、張暁軍がヘイウッドに青酸カリを飲ませて殺害させていたことが明らかになった。ヘイウッドは薄一家の不正蓄財した資産を海外移転する役割を担っていたが、谷が金銭に絡む諍いをヘイウッドと起こしたことが殺害のきっかけとなった。

### 王立軍事件
2012年2月6日、重慶市副市長である王立軍がアメリカへ亡命するために成都市のアメリカ総領事館に駆け込む事件が発生した。王は直前まで重慶市副市長兼重慶市公安局長として薄が唱えたマフィア撲滅運動を主導しており、薄の腹心であった。
この情報はすぐに薄及び北京にも伝達された。これにより、中華人民共和国政府はアメリカ大使に対して王の無条件の引き渡しを求めるなど、王奪還に全力を注いだ。北京の情報機関が対テロ部隊を、重慶が武装警察をそれぞれ動員しており、成都市のアメリカ総領事館は異常な緊張感に包まれた。
最終的にアメリカ側が折れ、黄奇帆重慶市長が総領事館に入ることに応じた。2012年2月7日に王は中華人民共和国政府が安全を確保することに同意した3つの同一書面をアメリカ総領事、重慶市長、王自身の3者が持つことを条件に、王は重慶市長と一緒に総領事館に出ることに応じた。
王立軍事件の少し前の2012年1月28日に王が薄家を訪れた際に、ヘイウッド死亡事件についてプレッシャーを感じた警察官が辞表を出してきたと報告した。薄はこの報告について王による脅しと解釈して王を重慶市公安局長から解任したが、王の立場を考慮して重慶市副市長のポストに一部の形式的な役職を加え、名誉職に祭り上げた。しかし、王はこの人事に不信感を持ったことが亡命未遂事件のきっかけとなった。
なお、王がアメリカ総領事館に駆け込む際に3枚のDVDを持ち込んでおり、その中には谷がヘイウッドの殺害に関与していたことを示すデータが収められていると報じられていた。その後、亡命を断念した王は北京にある特殊尋問基地に移された後は、ヘイウッド殺害事件について知っていることを洗いざらい証言した。

### 不正蓄財事件
王立軍事件に端を発したヘイウッド殺害事件の発覚により、薄一家の豪華な生活が注目された。薄は高級スーツを身にまとい、重慶に大豪邸を構えていた。また、海外留学している一人息子の薄瓜瓜は豪華マンションに居住して高級車を乗り回す等の豪遊をしていた。共産党機関紙の人民日報は薄の重慶市共産党委員会書記としての月給は1万元（約13万円）と報じていた。これについて、薄は3月9日の記者会見で弁護士である妻の法律事務所の収入や息子の奨学金などの理由に弁明していたが、それで薄の財産の説明にはならず、中国共産党幹部である薄の権限による不正蓄財の疑いが濃厚であった。
また、薄の兄や谷の姉は中華人民共和国の大企業幹部であったが、これらは薄の政治的影響力を利用したものとされていた。
その後、薄が大連時代に知り合った大連実徳集団会長の徐明が、薄一家の不正蓄財の資金源の1人であり、谷の代わりにフランスに別荘を購入したり、息子のアフリカへの旅行代金やクレジットカードの支払いを肩代わりしていたことが明らかになった。徐明は逮捕され、懲役4年の判決を受け服役していたが、2015年12月に獄中で死亡。心筋梗塞とされるが、死後直後に火葬された。
最終的に、薄一家が不正蓄財した資産は60億ドル（4800億円）にも登っていることが判明した。

## 裁判への経過
2012年2月に王立軍事件が発生した翌月の2012年3月にかけて、王、谷、徐明ら薄の関係者が訴追を視野にいれた身柄拘束をされ、夏徳仁元大連市書記や戴玉林元丹東市書記などのかつての薄の腹心も事件の尋問目的に一時身柄拘束をされて、薄に不利な証言が取られた。
2012年8月20日、谷にヘイウッド殺害の罪で2年間の死刑執行猶予の判決が、張暁軍に懲役9年の判決がそれぞれ言い渡された。
2012年9月24日、王に国家反逆罪、職権乱用罪、収賄罪、捜査技術違法使用罪等で懲役15年が言い渡された。
薄自身は2012年2月の王立軍事件発覚後も暫くは政治的地位を保っており、3月に重慶市代表を率いて全人代に出席し、記者会見に応じている。しかし、3月15日に王立軍事件の責任を取らされる形で重慶市共産党委員会書記を解任され、その前後から共産党によって事実上の軟禁状態にされた。また、4月10日に重大な党規律違反があるとして共産党中央政治局委員・中央委員の職務が停止され、9月28日に中国共産党党籍を剥奪され、10月26日に全国人民代表会議代表資格の取り消しが発表された。
また、薄の兄は2012年4月25日に大企業幹部を辞任した。

## 裁判
2013年7月に薄に対して、遼寧省時代の職務に絡んだ約2000万元（約3億2000万円）の収賄罪と約500万元（約8000万円）の横領罪、重慶市共産党委員会書記時代のヘイウッド殺害事件に絡む職権乱用罪で起訴されたことが発表された。同年8月22日から山東省済南市の裁判所で裁判が開かれたが、この裁判においては当初は罪を認めると見られた薄が証人質問で検察側証人から自らに有利な証言を引き出すなど、異例の裁判となった。例えば薄に賄賂を送るため妻と子（薄瓜瓜）に便宜を図ったとされる経営者に対しては、
```
薄：あなたは瓜瓜に航空券やクレジットカード、セグウェイ（自立型スクーター）を与えたことを私に言ったことがあるか。
証人：ない。
薄：（瓜瓜と友人の）アフリカ旅行については？　費用を出してくれたそうだが。
証人：ない。
薄：事実に忠実な証言に感謝する。谷開来への高価なプレゼントや瓜瓜への高価な腕時計について、私に話したことは？
証人：ない。
```

と収賄に自分が関与していたことを否定する証言を検察側証人から引き出している。
しかし同年9月21日に薄に無期懲役が言い渡され、同年10月25日に確定した。

## その他
- 王立軍事件から1ヶ月後の2012年3月14日に国務院総理の温家宝は全人代閉幕後の記者会見で薄の「唱紅・打黒」運動を文化大革命になぞらえて批判した。
- 薄の失脚劇を取材するためにアメリカの新聞ウォール・ストリート・ジャーナルが、中国の高官などに接待攻勢を繰り返していたとして、アメリカ司法省から告発されている[15]。

## 関連書籍
- 富坂聰『習近平と中国の終焉』角川マガジンズ（角川SSC新書）、2012年。ISBN 9784047315907。
- 大西広編著『中成長を模索する中国　「新常態」への政治と経済への揺らぎ』　慶応義塾大学出版会　2016年(瀬戸宏　第一章　薄熙来の「重慶モデル」とその失脚をどう評価するか)